# Devon Bostick
Devon Bostick (ur. 13 listopada 1991 w Toronto) – kanadyjski aktor filmowy i telewizyjny.

## Filmografia
- 2005: Rycerze Południowego Bronksu jako Darren
- 2008: Adoracja jako Simon
- 2008: Roxy Hunter i straszny Halloween jako Drew
- 2009: Piła VI jako Brent
- 2009: Być jak Erica jako Leo
- 2010: Dziennik cwaniaczka jako Rodrick Heffley
- 2011: Dziennik cwaniaczka 2 jako Rodrick Heffley
- 2012: Dziennik cwaniaczka 3 jako Rodrick Heffley
- 2014: The 100 jako Jasper Jordan
- 2017: Okja jako Silver